# صابر باتیا
صابر باتیا (انگلیسی: Sabeer Bhatia؛ زادهٔ ۳۰ دسامبر ۱۹۶۸ (۵۶ سال)) کارآفرین، دانشمند رایانه، و اهالی کسب‌وکار اهل هند است. وی بنیان گذار هات میل است.